# 维卡里
维卡里（義大利語：Vicari），是意大利西西里大区巴勒莫广域市的一个市镇。总面积85平方公里，人口2951人，人口密度34.7人/平方公里（2009年）。ISTAT代码为082078。